# Club Sportif Sedan Ardennes
El Club Deportivo Sedan Ardenas es un club de fútbol de la ciudad francesa de Sedán, en la región de Gran Este. Fue fundado en 1919 y juega en Régional 1 Gran Este, sexta categoría del fútbol francés.

## Historia
El equipo fue fundado en 1919 por iniciativa de Marcel Schmitt con el nombre de Union Athlétique Sedan Torcy. Schmitt se convirtió en el primer presidente de la institución, la cual se volvió profesional en 1953 al ingresar a la Ligue 2.
En la temporada 1954/55, en su segunda participación en la Ligue 2, se coronó campeón, lo que le permitió jugar en la Primera División a la siguiente temporada. Al poco tiempo, en 1956, ganó la Copa y la Supercopa de Francia. Seis años después, en 1961, obtuvo nuevamente la Copa de Francia.
En 1966, problemas económicos hicieron que el club se fusione con el Racing Club de France, adquiriendo el nombre de RC Paris-Sedan. En 1970 cambió nuevamente su denominación por la que posee en la actualidad: Club Sportif Sedan Ardennes. No obstante, luego de algunos años volvió a fusionarse, esta vez con su vecino Mouzon, pasándose a llamar CS Sedan Mouzon Ardennes, aunque solo durante la temporada 1974/75.
En la temporada 2006/07, descendió de la Ligue 1 para jugar, desde entonces, en la Ligue 2, hasta la temporada 2012/13 en la que descendió al Championnat National, la tercera división de Francia.
El club se declaró en quiebra el 24 de agosto de 2023 ante el Juzgado de Comercio de Sedan. Regresará a la Regional 1 (sexta división) a partir de la temporada 2023-2024

## Datos del club
- Temporadas en la Ligue 1: 13
- Temporadas en la Ligue 2: 18
- Mejor puesto en la liga: 3º (Ligue 1: 1963 y 1970)
- Peor puesto en la liga: 19º(Ligue 1 2002-03)
- Más partidos disputados: Max Fulgenzi (524 partidos)
- Máximo goleador: Claude Brény (152 goles totales; 130 en liga; 22 en Copa)

## Jugadores

### Jugadores destacados
| - Mustapha Dahleb - Nadir Belhadj - Mohamed Salem - Ivica Osim - Modeste M'bami | - Pius Ndiefi - Marcus Mokaké - Pierre Bernard - Michaël Ciani - Louis Dugauguez - Yves Herbet | - Roger Lemerre - Henri Camara - Salif Diao - Džoni Novak |

### Números retirados
29 -  David Di Tommaso, DEF (2000–04) - homenaje póstumo.

## Palmarés

### Torneos nacionales
- Ligue 2 (1): 1955
  - Subcampeón de la Ligue 2 (3): 1972, 1999 y 2006
- Tercera División (2): 1951 y 1990
  - Subcampeón de la Tercera División (1): 1998
- CFA Grupo A (1): 2015
- Copa de Francia (2): 1956 y 1961
  - Subcampeón de la Copa de Francia (3): 1965, 1999 y 2005
- Copa Gambardella:
  - Subcampeón de la Copa Gambardella (1): 2013
- Supercopa de Francia (1): 1956
  - Subcampeón de la Supercopa de Francia (1): 1961
- Subcampeón de la Copa Charles Drago (2): 1955 y 1963

## Participación en competiciones europeas
| Temporada | Competición      | Ronda          | Club                | Cómputo global | Ida     | Vuelta  |
| --------- | ---------------- | -------------- | ------------------- | -------------- | ------- | ------- |
| 1961/62   | Recopa de Europa | Clasificatoria | Atlético Madrid     | 3-7            | 2-3 (C) | 1-4 (F) |
| 1970/71   | Copa de Ferias   | 1R             | 1. FC Köln          | 2-5            | 1-5 (F) | 1-0 (C) |
| 2000      | Intertoto Cup    | 2R             | Leiftur Olafsjördur | 6-2            | 3-0 (C) | 3-2 (F) |
|           |                  | 3R             | VfL Wolfsburg       | 1-2            | 0-0 (C) | 1-2 (F) |
| 2001/02   | UEFA Cup         | 1R             | FC Marila Příbram   | 3-5            | 0-4 (F) | 3-1 (C) |

## Rivalidades
Su máximo rival es su vecino del suroeste, Stade de Reims.